# ژانگ شولیه
ژانگ شولیه (انگلیسی: Zhang Shoulie؛ زادهٔ ۲۰ اوت ۱۹۶۶) وزنه‌بردار اهل چین بود.
وی در مسابقات کشوری و بین‌المللی در مجموع برندهٔ ۱ مدال برنز شده‌است.